# Simón-Bolívar-Büste (Bremen)

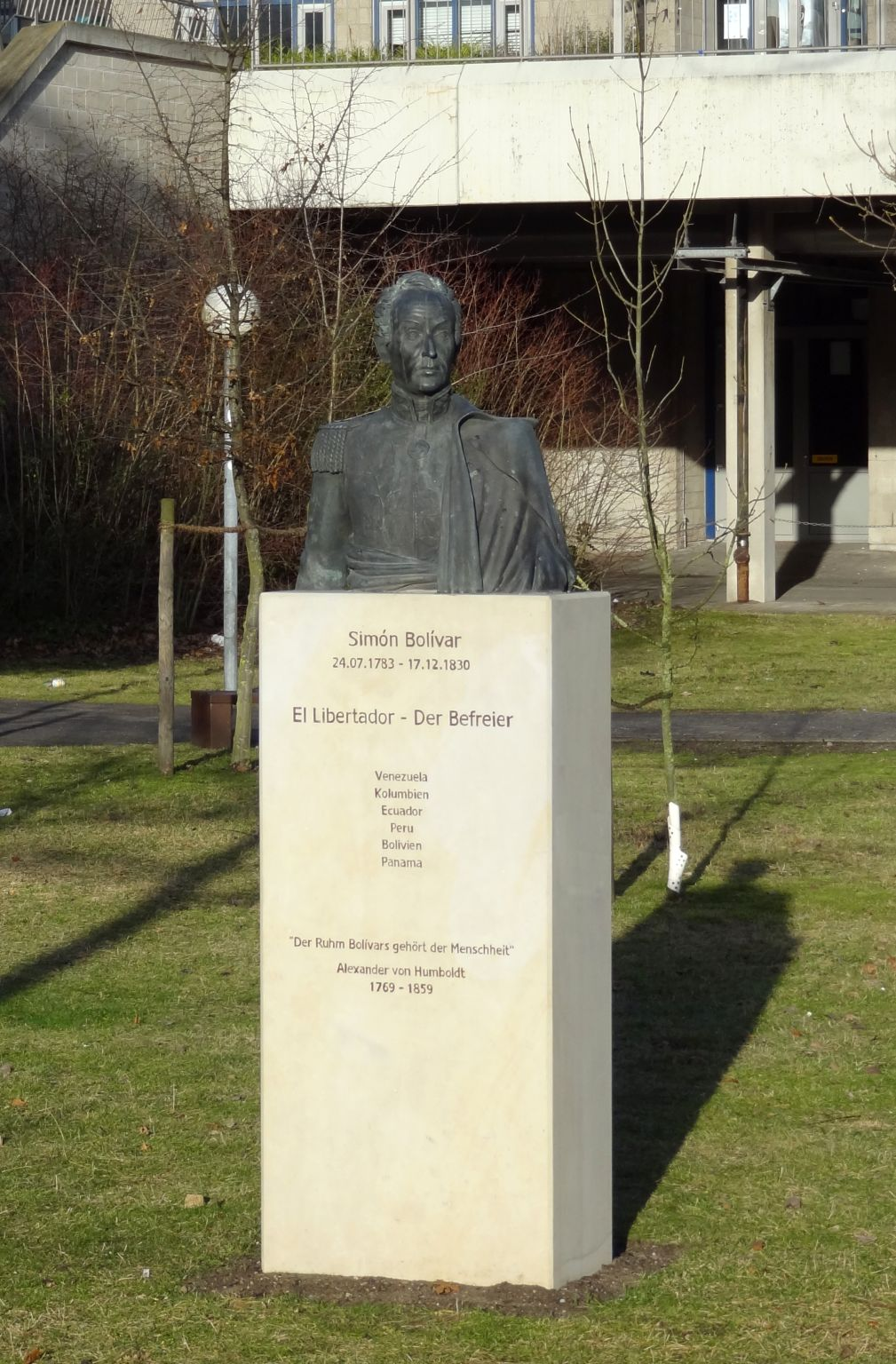
Simón-Bolívar-Büste

Die Büste von Simón-Bolívar steht in Bremen-Horn-Lehe. Sie  wurde 1933 gestiftet und steht seit 2012 auf dem Gelände der Universität Bremen (siehe auch Liste der Denkmale und Standbilder der Stadt Bremen). 

## Denkmal und Büste
Das Denkmal aus Marmor für Simón Bolívar wurde 1933 von der Republik Venezuela anlässlich des 150. Geburtstages des Befreiers an Bremen gestiftet. Initiator der Schenkung war der bremische Kaufmann und Konsul von Venezuela Heinrich Carl L. Franzius-Uslar. Das Denkmal gestaltete 1933 der Bildhauer Ernst von Wachold. Von 1934 bis 1960 stand das Denkmal an der Ecke Marcusallee/Deliusweg in Horn-Lehe. 
1960 wurde zum 177. Geburtstag Bolívars die von Venezuelas gestiftete Bronzebüste von L. F. Rizzi gegossen. Sie ersetzte die Marmorbüste, welche sich heute im Gobelinzimmer des Bremer Rathauses befindet. 1988 wurde die Bronzebüste eingelagert; der Sockel war beschädigt und die Büste stand nicht sicher. Die 2009 restaurierte Büste wurde 2012 am Hörsaalgebäude der Universität Bremen mit einem neuen Sockel aus Oberkirchener Sandstein und einer Inschrift wieder aufgestellt. 
Auf dem Sockel steht die Inschrift „El Libertador – Der Befreier“ und darunter „Venezuela Kolumbien Ecuador Peru Bolivien Panama“ sowie ein Zitat:
„Der Ruhm Bolívars gehört der Menschheit   Alexander von Humboldt  1769–1859“
Vom Bildhauer von Wachold stammen in Bremen u. a. auch der Brunnen in den Treppenhaushallen der Schule Lange Reihe 81 sowie Objekte im Schulzentrum Waller Ring.

## Simón Bolívar
Simón Bolívar (1783–1830) war ein neugranadischer Unabhängigkeitskämpfer. Er ist der Nationalheld vieler südamerikanischer Länder und führte die südamerikanische Unabhängigkeitsbewegung gegen die spanischen Kolonialherren in den heutigen lateinamerikanischen Staaten Venezuela, Kolumbien, Panama, Ecuador, Peru und Bolivien an. 
Diese Kämpfe brachten ihm den Ehrennamen „El Libertador“ (‚Der Befreier‘) ein.